# 維也納司法宮

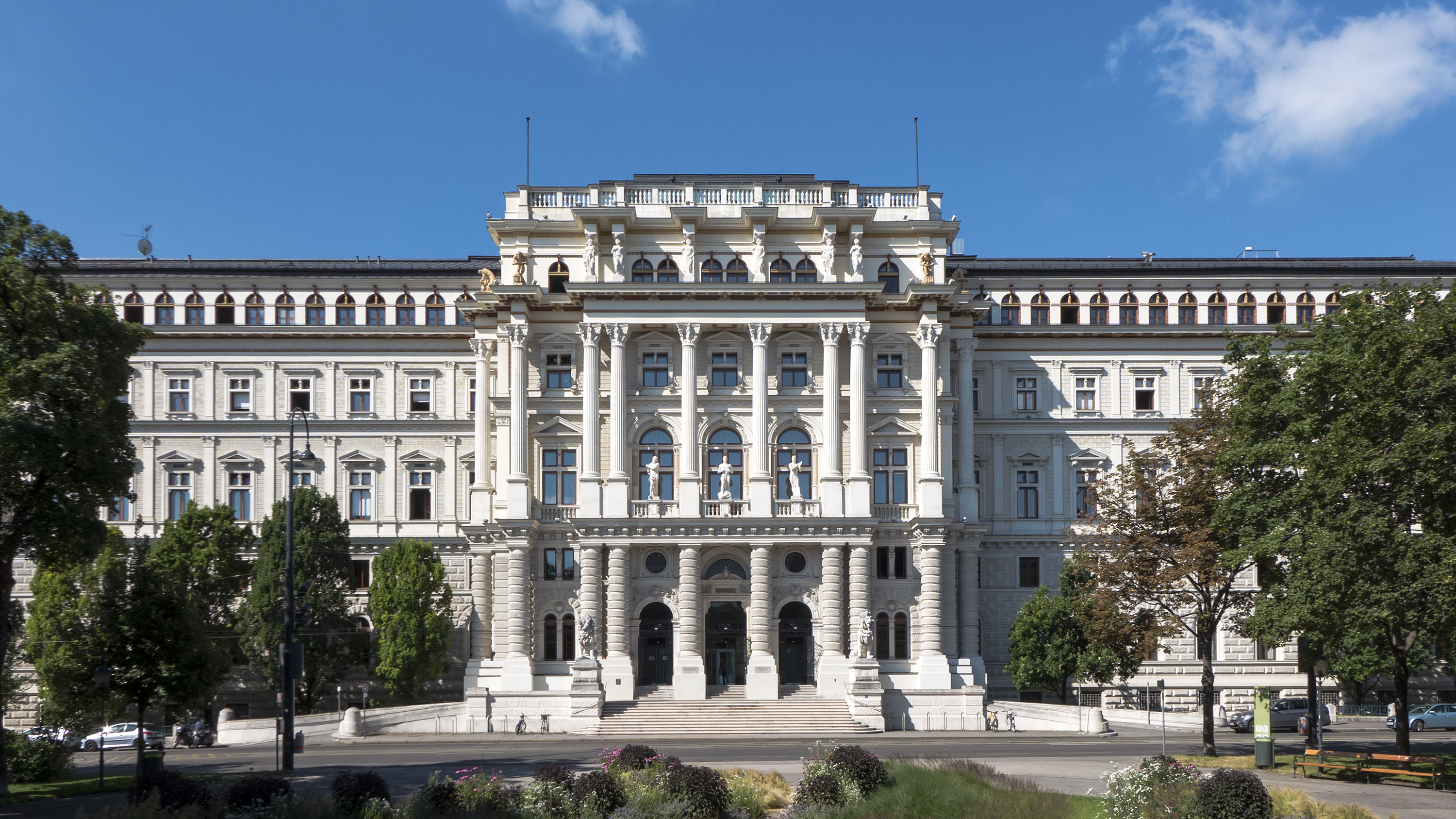
司法宮

司法宮（德語：Justizpalast）是奧地利最高法院的所在地。1875年至1881年，這棟新文藝復興建築落成於維也納內城區戒指路的施梅林廣場（Schmerlingplatz）。 除了最高法院之外，同時還設有維也納高等法院、維也納民事法院、維也納普通檢察署和最高檢察署。

## 歷史

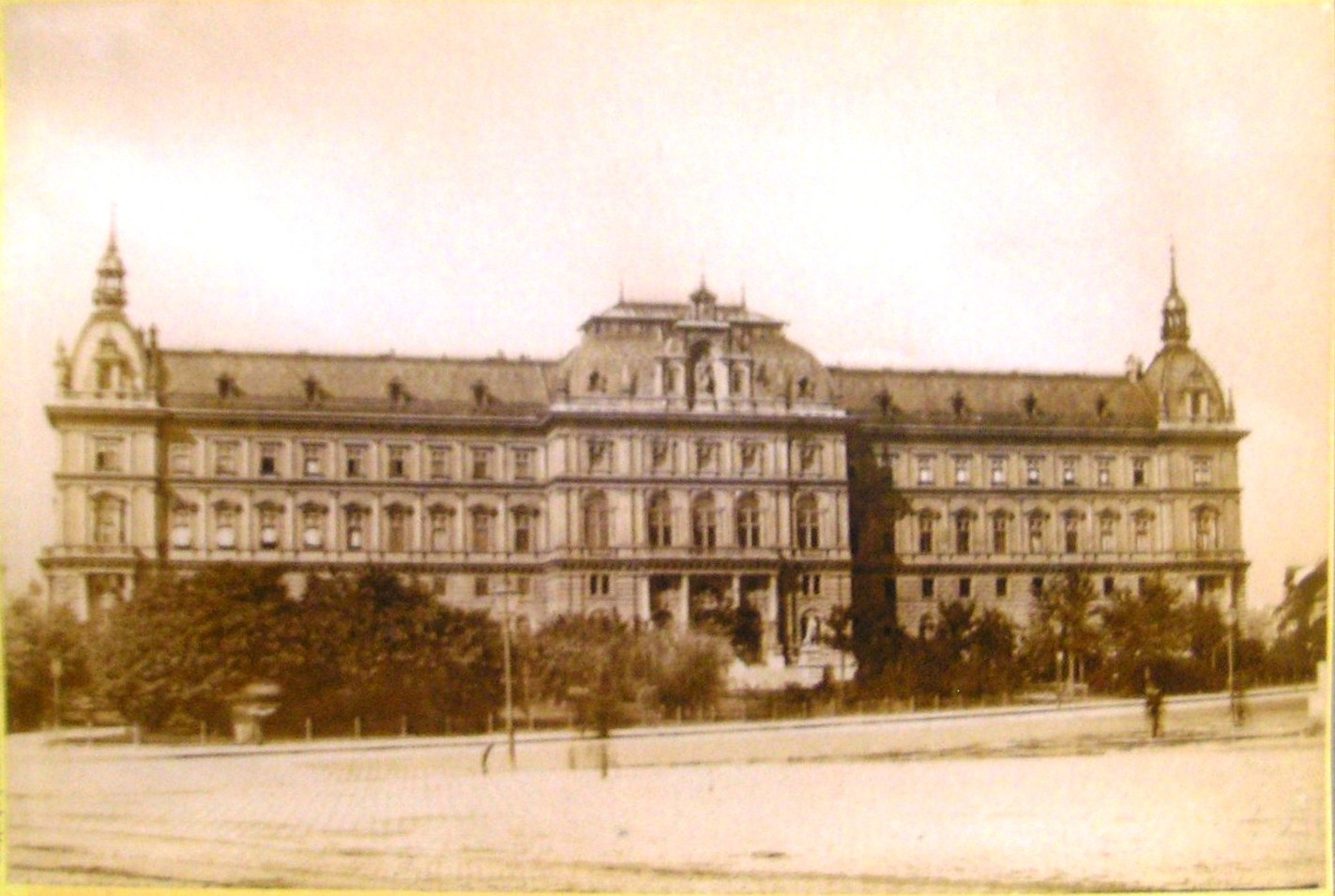
1881的司法宮

## 相關頁面
- 奧地利司法部

## 外部連結
- 360° Panorama in the main hall
- 维基共享资源上的相關多媒體資源：維也納司法宮

48°12′24″N 16°21′27″E / 48.2067°N 16.357619°E